# Suy luận
Suy luận là một hành động hay quá trình các kết luận logic phát sinh từ các tiên đề được biết hay được giả định là chân lý. Các kết luận rút ra cũng được gọi là một thành ngữ. Quy tắc suy luận được nghiên cứu trong lĩnh vực logic.
Suy luận gồm có hai thành phần là tiền đề và kết luận. Trong đó tiền đề là những tri thức đã biết, có thể được rút ra từ nhiều tri thức hoặc sự kiện khác nhau
Kết luận là những thông tin được suy ra bởi một hoặc nhiều cá nhân, tổ chức nhằm giải thích cho sự việc xảy ra trong tiền đề. Kết luận có thể bao gồm nhiều tư tưởng, tri thức khác nhau. Mỗi tri thức, tư tưởng khác nhau trong kết luận cũng được gọi là các kết luận.
Người suy luận cần có đầu óc nhạy bén. Nếu không dễ gây hiểu lầm trong quá trình suy luận, từ đó dẫn đến những hậu quả không đáng có.

## Mục đích
Suy luận nhằm giải thích cho một hiện tượng, sự việc đã hoặc đang diễn ra